# Ансельм Лаонский
Ансельм Лаонский (*? — † около 1117) — французский богослов, весьма авторитетный представитель ранней схоластики.
Был учеником Ансельма Кентерберийского в бенедиктинском аббатстве Ле-Бек на севере Франции. Преподавал богословие в Париже с 1076 года и в Лаоне (месте своего рождения) с последних лет XI века до смерти.
Лаонская школа при нём стала одним из центров богословского образования. Поскольку школа Ансельма Лаонского воспитывала преданных церкви служителей и всячески восхваляла его преподавательскую деятельность называя «украшением всех латинских земель», «источником знаний» и другие. В школе были ученики из всех стран Европы. В 1113 году, с целью углубления своего богословского образования, учеником школы стал Абеляр, но вскоре разочаровался и покинул её.
Ансельм Лаонский одним из первых выработал ту литературную форму, которая стала характерной для схоластики, написал «Книгу сентенций». В ней были собраны различные «мнения», заимствованные из Библии и у отцов церкви.